# Stade Rennais Football Club 2017-2018
Questa voce raccoglie le informazioni riguardanti lo Stade Rennais Football Club nelle competizioni ufficiali della stagione 2017-2018.

## Rosa
Rosa aggiornata al 19 gennaio 2018.
| N. |                            | Ruolo | Calciatore                |
| -- | -------------------------- | ----- | ------------------------- |
| 1  | Senegal (bandiera)         | P     | Abdoulaye Diallo          |
| 2  | Algeria (bandiera)         | D     | Mehdi Zeffane             |
| 3  | Francia (bandiera)         | D     | Damien Da Silva           |
| 4  | Mozambico (bandiera)       | D     | Mexer                     |
| 7  | Senegal (bandiera)         | A     | Ismaïla Sarr              |
| 8  | Francia (bandiera)         | C     | Clément Grenier           |
| 9  | Francia (bandiera)         | A     | Theoson Siebatcheu        |
| 12 | Francia (bandiera)         | C     | James Lea Siliki          |
| 14 | Francia (bandiera)         | C     | Benjamin Bourigeaud       |
| 15 | Algeria (bandiera)         | D     | Ramy Bensebaini           |
| 17 | Francia (bandiera)         | C     | Faitout Maouassa          |
| 21 | Francia (bandiera)         | C     | Benjamin André (capitano) |
| 22 | Francia (bandiera)         | C     | Sabri Toufiqui            |
| 23 | Francia (bandiera)         | C     | Adrien Hunou              |
| 24 | Guyana francese (bandiera) | D     | Ludovic Baal              |

| N. |                      | Ruolo | Calciatore          |
| -- | -------------------- | ----- | ------------------- |
| 25 | Senegal (bandiera)   | A     | Diafra Sakho        |
| 26 | Francia (bandiera)   | D     | Jérémy Gelin        |
| 27 | Mali (bandiera)      | D     | Hamari Traoré       |
| 28 | Francia (bandiera)   | C     | Denis-Will Poha     |
| 29 | Francia (bandiera)   | D     | Romain Danzé        |
| 30 | Lituania (bandiera)  | P     | Edvinas Gertmonas   |
| 35 | Francia (bandiera)   | C     | Nicolas Janvier     |
| 36 | Francia (bandiera)   | D     | Namakoro Diallo     |
| 40 | Rep. Ceca (bandiera) | P     | Tomáš Koubek        |
|    | Francia (bandiera)   | C     | Clément Chantôme    |
|    | Francia (bandiera)   | C     | Romain Del Castillo |
|    | Francia (bandiera)   | C     | Rafik Guitane       |
|    | Svezia (bandiera)    | C     | Jakob Johansson     |
|    | Francia (bandiera)   | C     | Anthony Ribelin     |